# Inaspettatamente
Inaspettatamente è il quarto album di Marina Rei pubblicato il 10 novembre del 2000.
L'album è stato anticipato dal singolo omonimo uscito in radio il 10 ottobre e in vendita il 15. Gli undici brani che compongono l'album sono stati scritti nei testi e nella musica quasi esclusivamente da lei, fatta eccezione per La mia felicità, scritta insieme a Federico Zampaglione dei Tiromancino, Ride e Inaspettatamente, cofirmate nella musica da Daniele Sinigallia. Altri singoli estratti son stati I miei complimenti e Maestri sull'altare.

## Tracce
1. Inaspettatamente – 3:42
2. Maestri sull'altare – 4:00
3. La mia felicità – 3:29
4. Mentite spoglie – 3:50
5. I miei complimenti – 4:42
6. Ride – 3:48
7. Paura di te – 3:55
8. La notte – 4:55
9. Il respiro del mio vivere – 4:08
10. Il lato oscuro – 4:18
11. Abuso di potere – 5:09